# HD13247
HD13247 — хімічно пекулярна зоря спектрального класу A0, що має видиму зоряну величину в смузі V приблизно  9,0.
Вона  розташована на відстані близько 481,8 світлових років від Сонця.